# Václav Konopa
Václav Konopa (28. června 1886 Podlešín – ???) byl český a československý politik Československé sociální demokracie a poválečný poslanec Prozatímního Národního shromáždění.

## Biografie
V únoru 1921 ho ministr veřejných prací jmenoval coby zástupce dělníků do uhelné rady, sdružující podnikatele, obchodníky a zaměstnance v uhelném průmyslu. Na počátku 20. let byl původně členem KSČ. V roce 1925 ale oznámil, že z komunistické strany vystupuje a stává se členem sociální demokracie, přičemž kritizoval poměry v KSČ. Tehdy je uváděn jako činovník hornické pokladny. V roce 1930 byl zvolen předsedou revírní rady hornické v Kladně.
Do roku 1939 zasedal v obecním zastupitelstvu v Kladně, kam byl původně zvolen za sociální demokracii. V červnu 1939 byl zatčen v rámci širší razie nacistických úřadů proti kladenským komunálním politikům. Pak byl propuštěn, ale po vypuknutí války v září 1939 byl opětovně zatčen. Uváděl se tehdy jako revírní tajemník Svazu horníků. Až do konce války byl vězněn v Buchenwaldu. V roce 1945 po osvobození je uváděn jako horník z Kladna.
V letech 1945-1946 byl poslancem Prozatímního Národního shromáždění za Československou sociální demokracii. Zde setrval do parlamentních voleb v roce 1946.